# Đồng Hới
Dong Hoi is de hoofdstad van provincie Quảng Bình, centraal Vietnam. Het stadsgebied omvat 154 vierkante kilometer, het aantal inwoners in 2019: circa 133.000. Dong Hoi ligt op ongeveer 50 km ten zuiden van nationaal park Phong Nha-Ke Bang (werelderfenis), en 486 km ten zuiden van Hanoi en 172 km van Hué. Dong Hoi is bereikbaar over de weg (Nationale weg 1A), per spoor (Station Đồng Hới) en via de lucht (Luchthaven Đồng Hới).

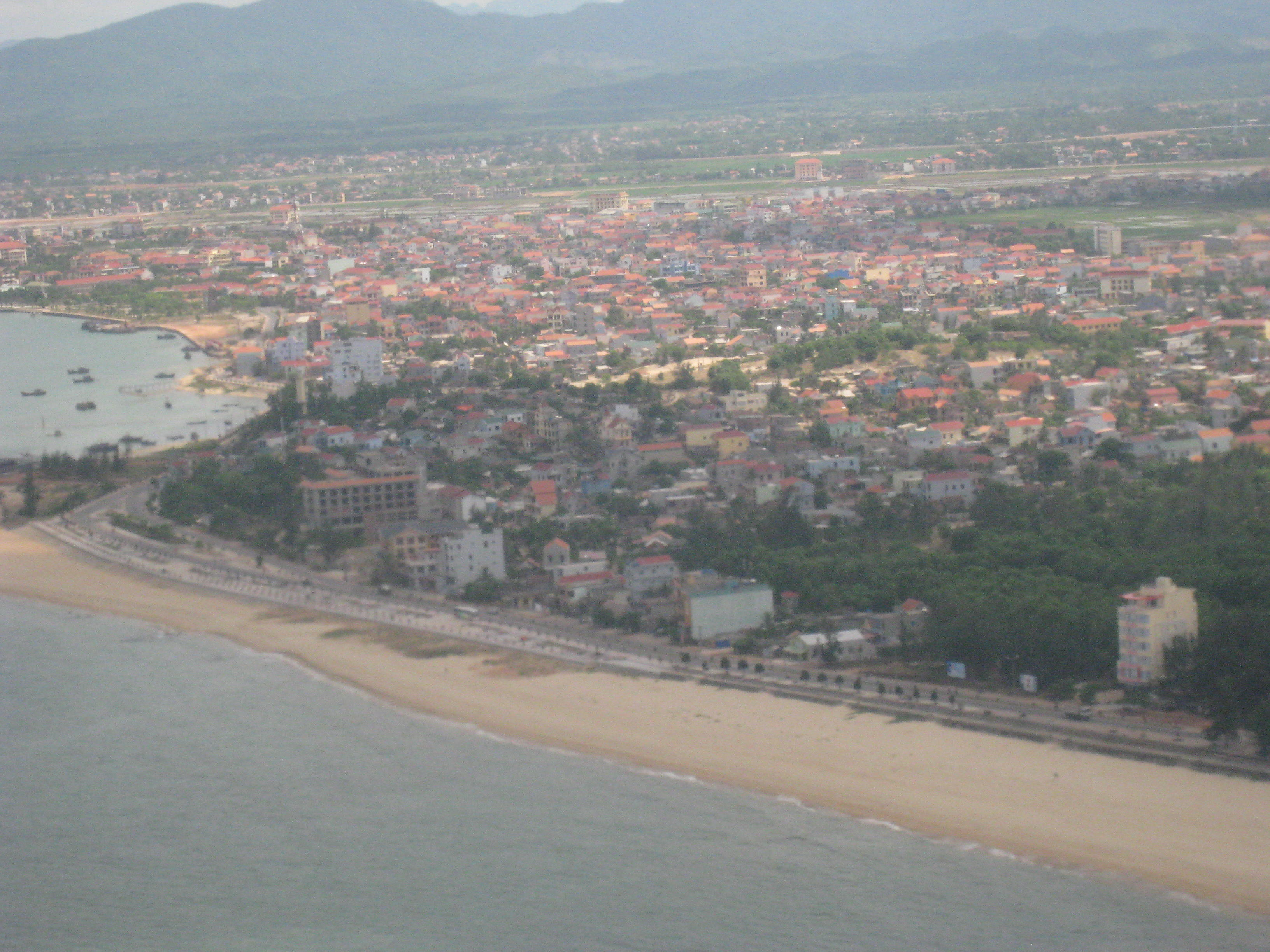
Dong Hoi

## Bestuurlijke indeling
Dong Hoi is verdeeld in 16 gebieden, 10 'phường (stedelijke gebieden) en 6 xã (buitengebieden).
| Nr. | Naam          | Vietnamees           | Inwoners | Oppervlakte (km²) |
| --- | ------------- | -------------------- | -------- | ----------------- |
| 1.  | Bac Ly        | Phường Bắc Lý        | 13,536   | 10.19             |
| 2.  | Bac Nghia     | Phường Bắc Nghĩa     | 6981     | 7.76              |
| 3.  | Dong My       | Phường Đồng Mỹ       | 2653     | 0.58              |
| 4.  | Dong Phu      | Phường Đồng Phú      | 8016     | 3.81              |
| 5.  | Dong Son      | Phường Đồng Sơn      | 8815     | 19.65             |
| 6.  | Duc Ninh Dong | Phường Đức Ninh Đông | 4726     | 3.13              |
| 7.  | Hai Dinh      | Phường Hải Đình      | 3808     | 8,822             |
| 8.  | Hai Thanh     | Phường Hải Thành     | 4774     | 2.45              |
| 9.  | Nam Ly        | Phường Nam Lý        | 11,579   | 3.9               |
| 10. | Phu Hai       | Phường Phú Hải       | 3440     | 3.06              |
| 11. | Bao Ninh      | Xã Bảo Ninh          | 8538     | 16.3              |
| 12. | Duc Ninh      | Xã Đức Ninh          | 7526     | 5.21              |
| 13. | Loc Ninh      | Xã Lộc Ninh          | 8407     | 13.4              |
| 14. | Nghia Ninh    | Xã Nghĩa Ninh        | 4508     | 16.22             |
| 15. | Quang Phu     | Xã Quang Phú         | 3106     | 3.23              |
| 16. | Thuan Duc     | Xã Thuận Đức         | 3738     | 45.28             |

Hoofdstad: Đồng Hới